# Thomas Wedelsparre
Thomas Wedelsparre (født Bering og Beringschiold 1753, død 25. oktober 1806 i Aalborg) var en dansk officer og godsejer, bror til Ditlev Wedelsparre.
Han var søn af Magnus Bering, som i 1758 fik tysk-romersk adelskab under navnet Beringschiold, og Maren Christine født von Cappelen (1724-1783). Faderen havde i 1780 købt Sparresholm til sønnen, som i 1782 blev sat på statslige ventepenge. I 1783 arvede han og broderen Sortebrødrekloster i Næstved, og i 1784 blev Thomas Wedelsparre eneejer af herregården, da han købte sin broders andel. Begge brødre blev adlet under navnet Wedelsparre den 31. december 1783, antageligvis med en andet navn for at distancere sig fra deres fader, som de angav til myndighederne i samme år, og begge blev også udnævnt til kammerherre. Han nævnes også som generaladjudant.
Thomas Wedelsparre var som sin fader en kendt bondeplager. Han solgte dog Sparresholm igen allerede i 1789 til konferensråd Johan Friedrich Heinrich for 57.200 rigsdaler. I stedet købte han 1789 Borsholmgård, en større bondegård ved Helsingør, af viceadmiral Carl Frederik le Sage de Fontenay, og her boede han til sin død.
Under Englandskrigene indgik han i landeværnet: Den 20. marts 1801 blev Wedelsparre udnævnt til major og kommandør for 5. Bataljon af Det sydsjællandske Landeværnsregiment, som omfattede Sorø, Antvorskov, Ringsted og Korsør Amter. Allerede 15. maj blev han forsat til Det nordsjællandske Landeværnsregiment som kommandør for 2. Bataljon; 12. juni samme år blev han oberstløjtnant, den 13. april 1804 oberst og chef for Det nordjydske Regiment. Om sommeren 1805 flyttede han til Aalborg, hvor han døde et års tid efter.
Han ægtede i 1781 Louise Sofie komtesse Wedel Jarlsberg, hvis slægts navn han lod sig inspirere af ved adlingen (født 30. maj 1746 på Jarlsberg, død 2. december 1808 i Aalborg), datter af Frederik Christian Otto greve Wedel Jarlsberg og Sophie Riborg Amalie Huitfeldt. En søn døde som spæd, og de efterlod kun en datter, Juliane Marie Wedelsparre (født 18. august 1788, død 11. juli 1843), der for en tid var konventualinde i Vemmetofte Kloster, men som den 16. juni 1809 ægtede godsejer Niels Jespersen Glerup (født 13. september 1783, død 19. oktober 1839) til herregården Vang i Vendsyssel (Sulsted Sogn, Kær Herred) og derved giftede sig ind i en i mere end 200 år udbredt nordjysk herremandsfamilie. Hun efterlod sig syv børn og en talrig efterslægt.